# Manono (isola)
Manono è un'isola di Samoa che si trova nello Stretto di Apolima, tra le due isole principali del paese, Upolu e Savai'i.

## Geografia
Manono ha una lunghezza di 2,4 km ed una larghezza massima di 1,5. L'intera isola è circondata dalla barriera corallina. L'isola, che ha una superficie di 2,9 km², si trova circa a 3,4 km ad ovest-nord-ovest dalla punta occidentale di Upolu.
La superficie di Manono è essenzialmente piatta, con l'eccezione di un rilievo al centro (il cratere di un vulcano spento). Per questo è soprannominata Flat-Island.
700 m a nord-ovest si trova l'isolotto disabitato di Nuʻulopa.
Amministrativamente l'isola appartiene al distretto di Aiga-i-le-Tai.

## Popolazione

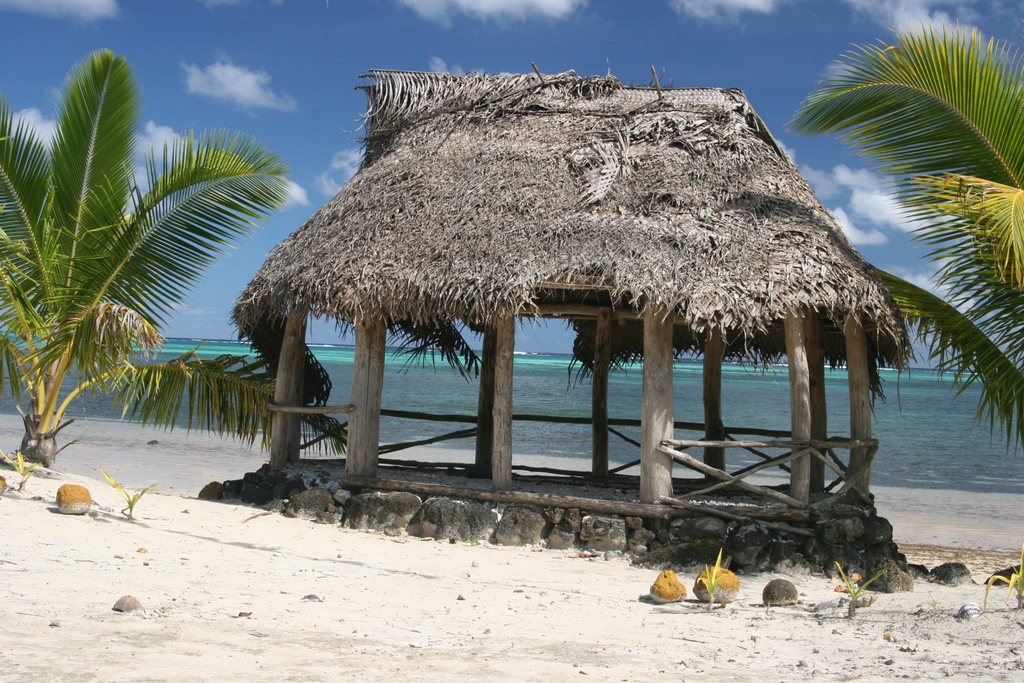
Faleo'o su una spiaggia di Manono

L'isola ha 889 abitanti (al censimento 2006), suddivisi in quattro villaggi: Apai (111 abitanti), Faleu (354), Lepuia'i (223) e Salua (201). Sull'isola non ci sono strade e i villaggi sono collegati tra loro da un sentiero.
Gli abitanti coltivano taro, igname, banani e palme da cocco. Il turismo ha scarso rilievo.
Assieme ad Apolima e Nuʻulopa è stata candidata nel 2006 a "patrimonio dell'umanità"